# Ботанічний сад Херсонського державного університету
Ботані́чний сад Херсо́нського держа́вного університе́ту — парк-пам'ятка садово-паркового мистецтва місцевого значення в Україні. Науково-дослідницький та культурно-просвітницький центр, навчальна база Херсонського державного університету. 
Розташований у місті Херсон, Миколаївське шосе, 3. 
Площа 12,34 га. Природоохоронний статус присвоєно згідно з рішенням облвиконкому від 22.04.1964 року № 238, перезатверджено від 19.08.1983 року 144/16. Перебуває у віданні: Херсонського державного університету. 
На базі ботанічного саду діє Лабораторія інтродукції рослин Херсонського університету. Завідувач — проф. Бойко Михайло Федосійович.

## Історія заснування
Рішення про заснування ботанічного саду Херсонського державного педагогічного інституту ім. Н. К. Крупської було прийняте Херсонським міськвиконкомом у 1934 році. Необхіднісь створення ботанічного саду була обґрунтована співробітниками кафедри ботаніки, зусиллями яких був розроблений перший проект плану агробіостанції з ботанічним садом як навчальної бази природничо-географічного факультету. 
Практичні роботи розпочалися навесні 1935 року. Керувати ними було доручено старшому викладачеві кафедри ботаніки М. С. Кривошею. У 1937 році були проведені посадки захисної смуги навколо майбутнього саду та висаджені дерева на центральній алеї. У кінці центральної алеї розпочалося створення ботанічного кола, у його центрі планувалося побудувати басейн для вирощування водних рослин, зокрема рослин Нижньодніпровських плавнів. Зліва від центральної алеї було закладено колекційний плодовий сад з місцевих сортів плодових дерев та кущів. Справа від центральної алеї зроблені посадки хвойних — сосни та біоти, а далі — т. з. «Мічурінський сад», який за свідченням професора Ківера Ф. В. та викладача Кривчені Є. І. був гордістю ботанічного саду. У ньому росли 10 сортів яблунь та інших плодових дерев,  — Антонівка 600-грамова, Бельфльор-китайка, Ренет бергамотний, Кандиль-китайка, Бере зимова , а також Церападус, Горобина мічуринська десертна, Вишня плодородна Мічуріна. За саджанцями цих сортів  їздив Ф. В. Ківер. 
Доцент В. С. Володимирова заклала експериментальну ділянку дуба черешчатого, що був висаджений квадратно-гніздовим методом. У поповненні видового складу рослин ботанічного саду брали участь викладачі Бригінець М. П., Ківер Ф. В., Тихоміров Ф. К., Кривченя Є. І., Петренко Г. А., Володимирова В. С., Михайлець Г. Ф. Внаслідок успішної праці уже в середині 50-х років у колекції ботанічного саду нараховувалося 110 видів дерев та кущів, в тому числі рідкісні — гінкго дволопатеве, бундук канадський, чекалкин горіх та інші. (Бригинец, Тихомиров, 1950; Тихонов, 1970, 1986; Бойко, Булда, Москов, Тихонов, 1982; Бойко, Москов, Тихонов, 1984; Бойко, Павлова, 1986; Бойко, Тихонов, 1986; Бойко, Москов, Тихонов, 1987 та ін.). У 1964 році постановою Херсонського облвиконкому земельна ділянка агробіостанції з деревними насадженнями та трав'янистою рослинністю була визначена як площа ботанічного саду, що виконує функції пам'ятки природи. У 1972 році за поданням професора В. О. Суркова та доцента В. І. Тихонова рішенням Херсонської обласної ради ботанічний сад було віднесено до об'єктів природно-заповідного фонду як парк-пам'ятка садово-паркового мистецтва місцевого значення. 
У 70-ті та в 80-ті роки під керівництвом та за участі В. І. Тихонова, М. В. Москова, М. Ф. Бойка, М. М. Булди, Л. С. Кирилової, Н. Р. Павлової, А. П. Ступак була проведена реконструкція ботанічного саду, викорчувано значну частину старого плодового саду, відреставровано ділянку «Велике ботанічне коло», висаджено липову алею та створено ділянки природно-географічних зон на основі завезених з Одеського ботанічного саду та інших ботанічних садів і дендраріїв видів рослин. В. І. Тихоновим було закладено ділянку «Новий дендрарій». Восени 1982 р. на місці залишків старого абрикосового саду, на площі 1,1 га, М. Ф. Бойко заклав ділянку «Херсонські степи» для відновлення тут степових ценозів з типовими та рідкісними видами рослин, діаспори яких заготовлялися під час польової навчальної практики на території Херсонської області (біосферний заповідник «Асканія-Нова» ім. Ф. Е. Фальц-Фейна, степові схили Дніпра, Дніпровського лиману, Інгульця біля сіл Антонівка, Дар'ївка, Садове, Микільське та ін.). У 90-ті роки продовжувалися посадки рослин (Дерев'янко В. М., Тихонов В. І., Булда М. М.), які завозилися переважно з відділення «Новокаховське» Нікітського ботанічного саду. Значно збільшився видовий склад дендрофлори, було досліджено рідкісні види рослин, видовий склад мохоподібних, лишайників та грибів ботанічного саду (Бойко, Бойко, Булда, 1994; Бойко, Булда, Мойсієнко, Ходосовцев, 1995; Бойко, Ходосовцев, Петрова, 1999; Рудь, Бойко, 2001; Бойко, Подгайний, 2002; Корольова, 2003а, б; Бойко, 2006; Сушинська, Бойко, 2006; Червона…, 2009). 
З 1 березня 2003 року на підставі наказу № 108-Д від 13.02.2003 р. «Про створення нової структури ХДУ» Ботанічний сад Херсонського державного університету переведено у Агробіостанцію — ботанічний сад Херсонського державного університету, із збереженням його статусу парка-пам'ятки садово-паркового мистецтва місцевого значення, об'єкта природно-заповідного фонду України.У першому десятиріччі XXI століття отримано багато видів рослин відкритого та закритого ґрунту з різних ботанічних садів (Одеський ботанічний сад, Криворізький ботанічний сад, Національний ботанічний сад ім. М. М. Гришка НАН України та ін.), з різних дендраріїв України та від приватних колекціонерів. У 2003 р. на базі ботанічного саду та кураторства кафедри ботаніки функціонує лабораторія інтродукції рослин (завідувач професор М. Ф. Бойко. 
З 2004 році викладачами кафедри ботаніки та іншими спеціалістами проведена інвентаризація флори та мікобіоти Ботанічного саду (Бойко М. Ф. — мохоподібні, Сушинська Н. І., Дерев'янко В. М., Дерев'янко Н. В. — дерева та чагарники, Мойсієнко І. І., Мельник Р. П., М. Ф. Бойко — трав'янисті (в тому числі рідкісні) покритонасінні, Ходосовцев О. Є. — лишайники, Корольова О. В. — гриби). В результаті проведених робіт виявлено флору та мікобіоту ботанічного саду. Мохоподібних нараховується 16 видів представників 11 родів 8 родин. Вищих судинних рослин нараховується 579 видів представників 349 родів 95 родин, з них 24 види 14 родів 6 родин відділу Голонасінні, 555 видів 335 родів 89 родин відділу Покритонасінні. Грибів нараховується 30 видів представників 22 родів 11 родин відділу Ascomycota та 30 видів базидіальних грибів з 26 родів 17 родин відділу Basidiomycota. Лишайників нараховується 23 види, що відносяться до 10 родів та 6 родин. На основі цих досліджень складено та опубліковано «Чекліст рослин і грибів Ботанічного саду Херсонського державного університету (ВІдп.ред. М.Ф.Бойко).2011.У 2021 ботанічному саду за рішенням Вченої ради надано офіційний статус: "Ботанічний сад Херсонського державного університету".

## Галерея

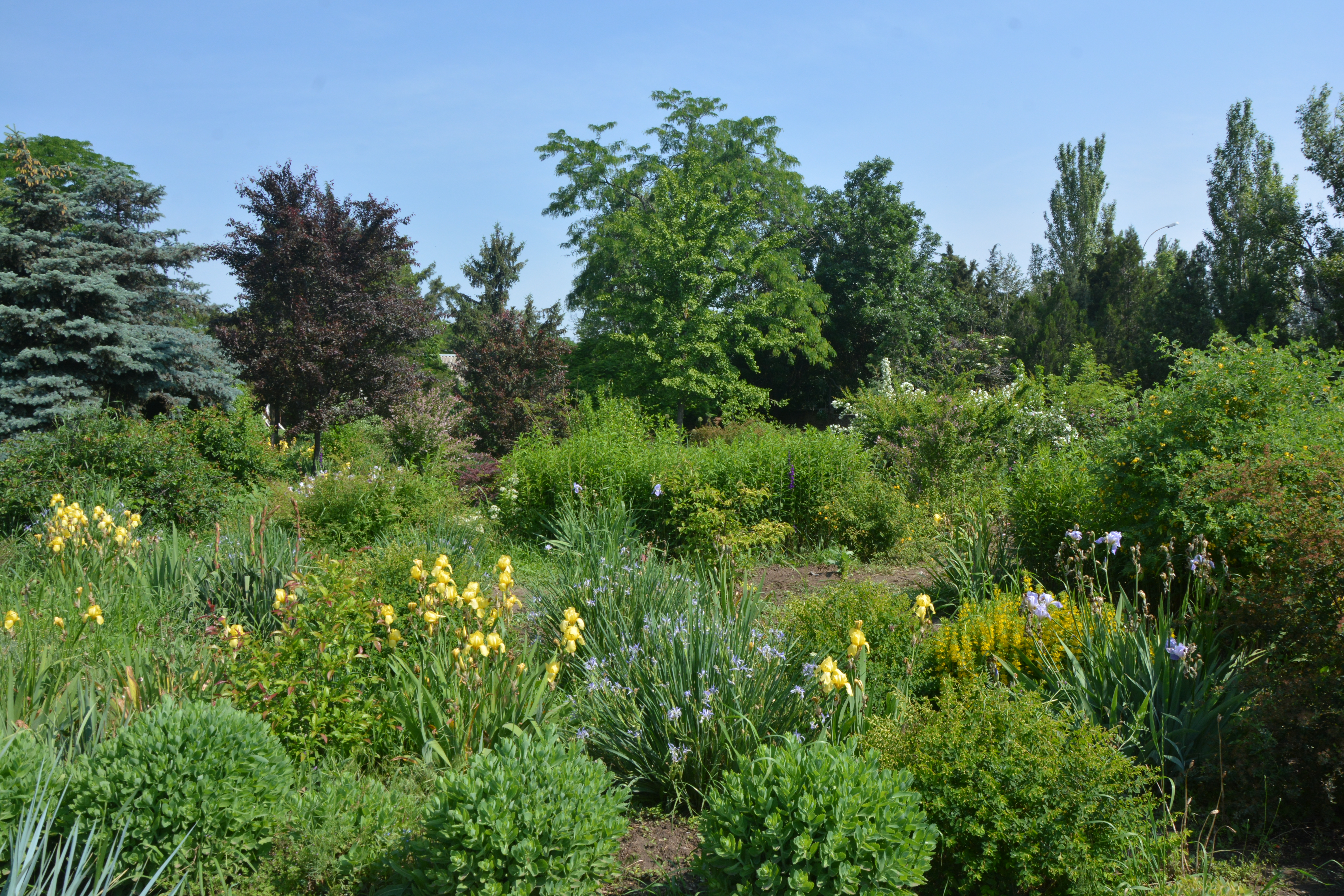
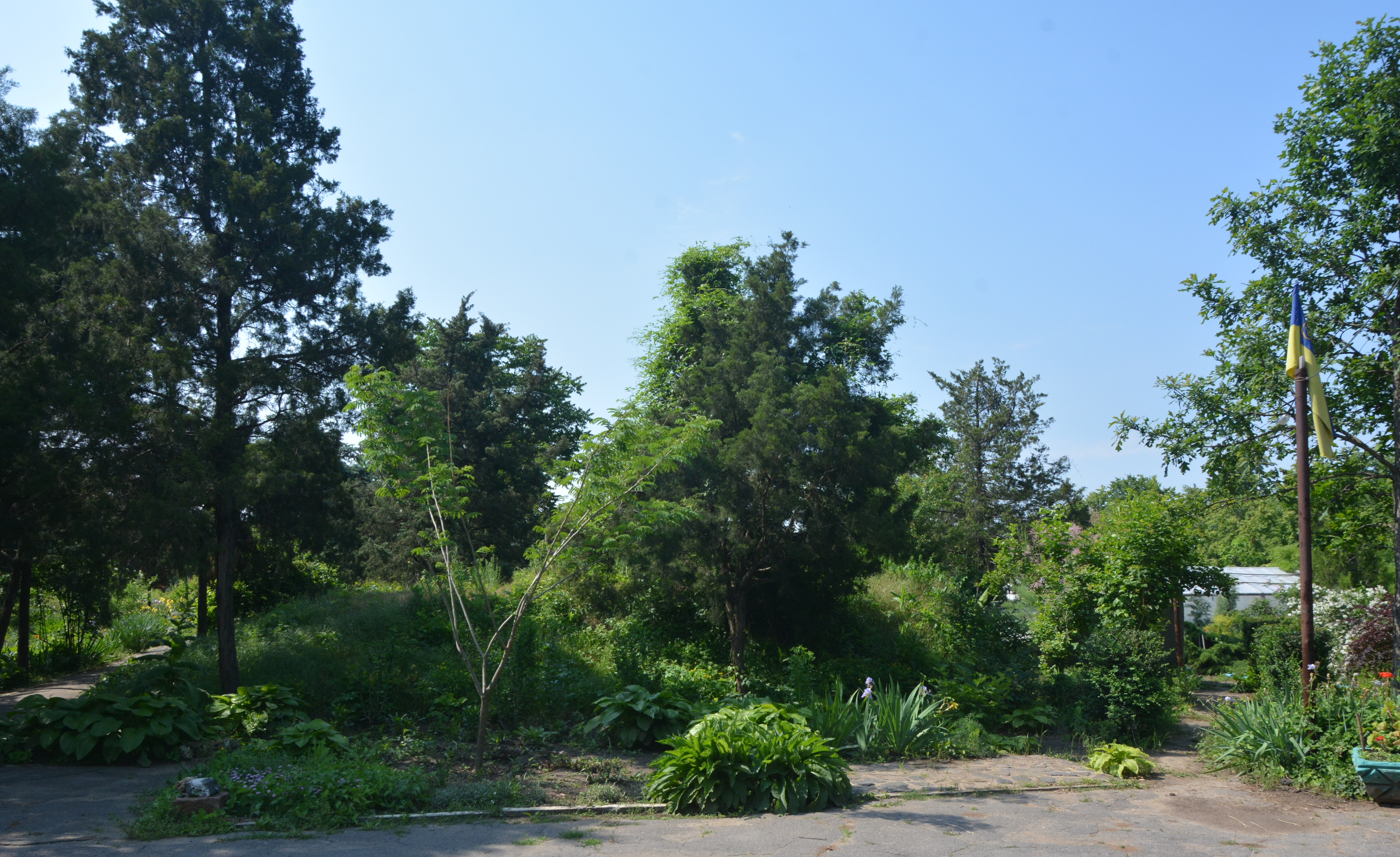
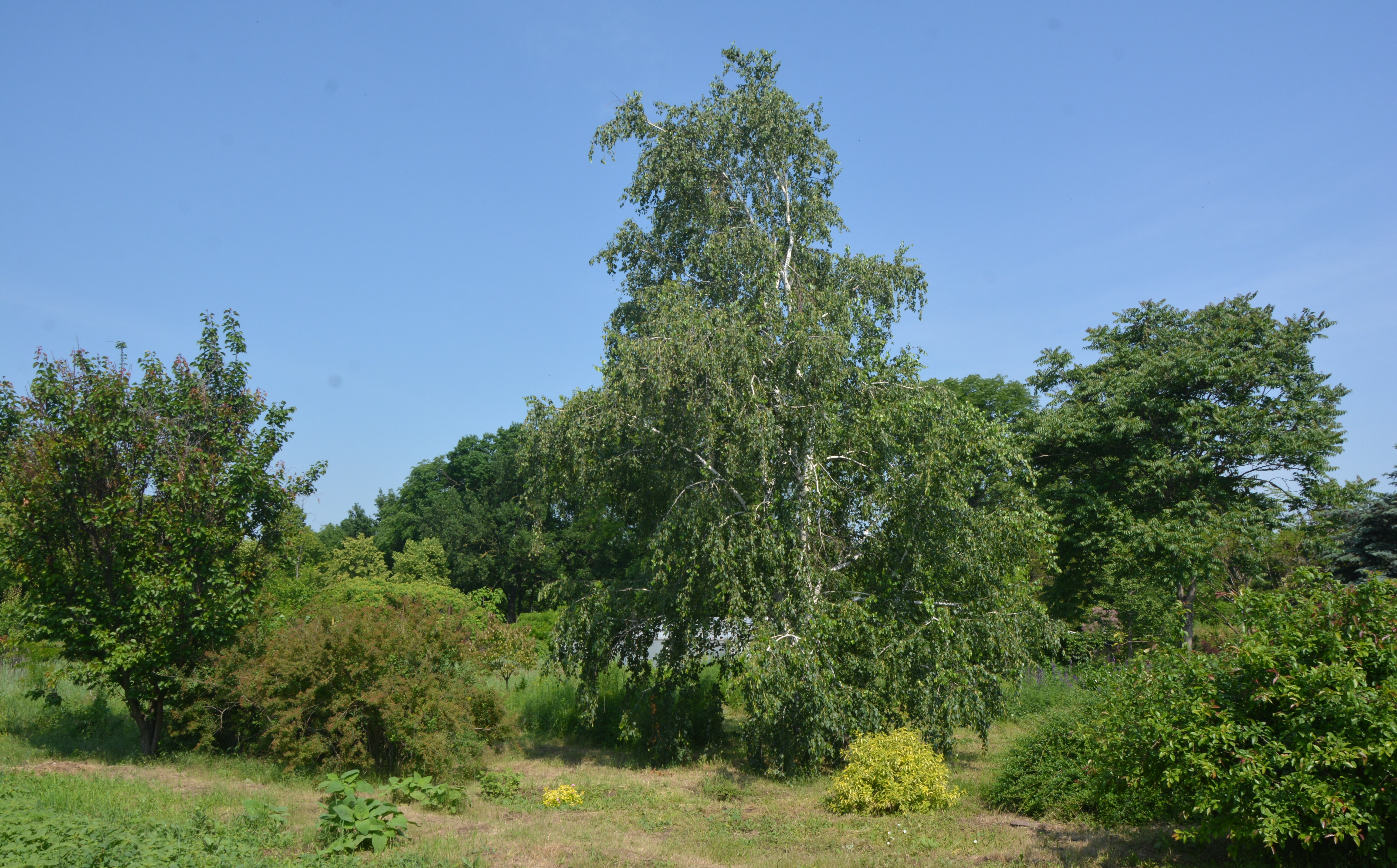
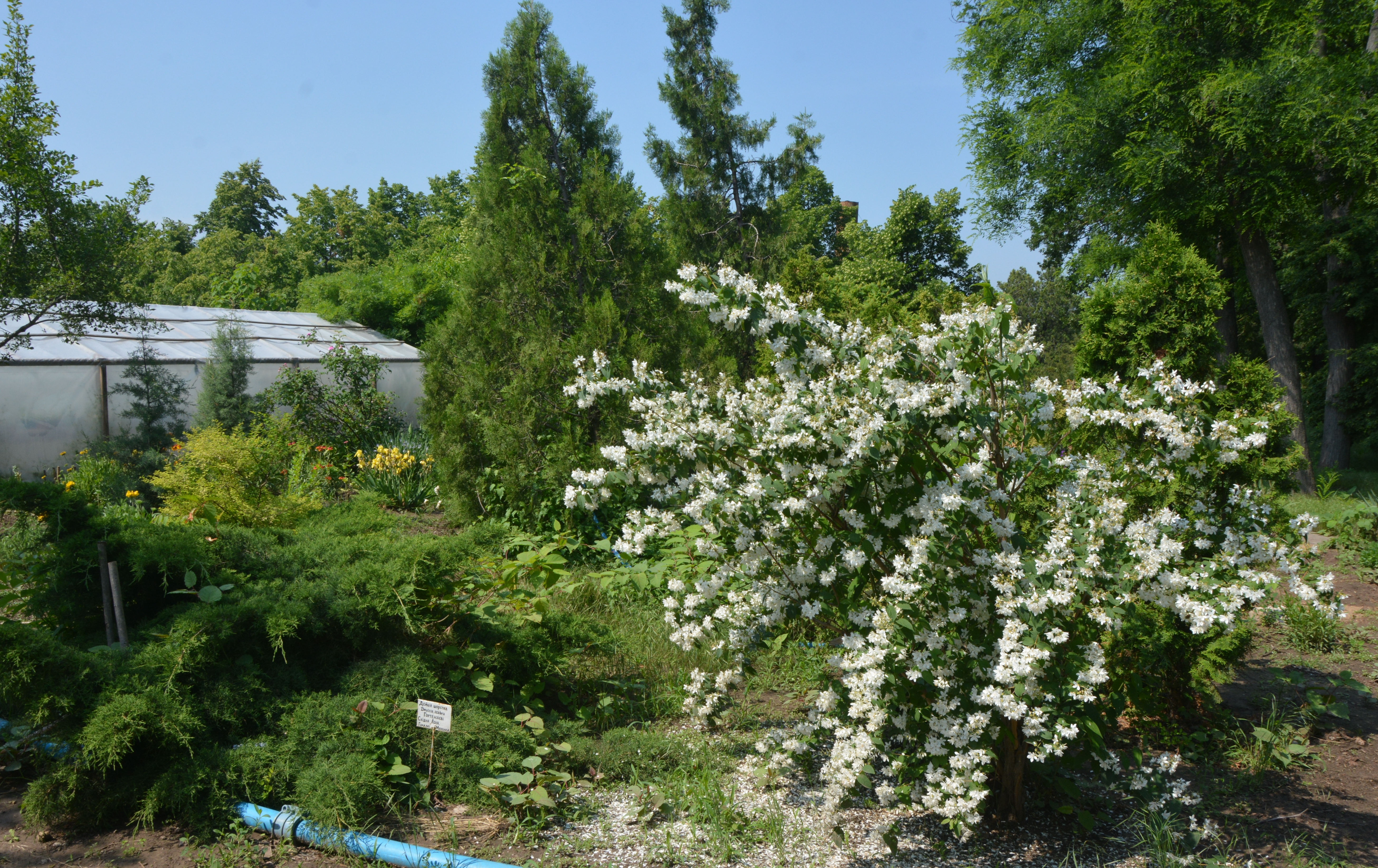
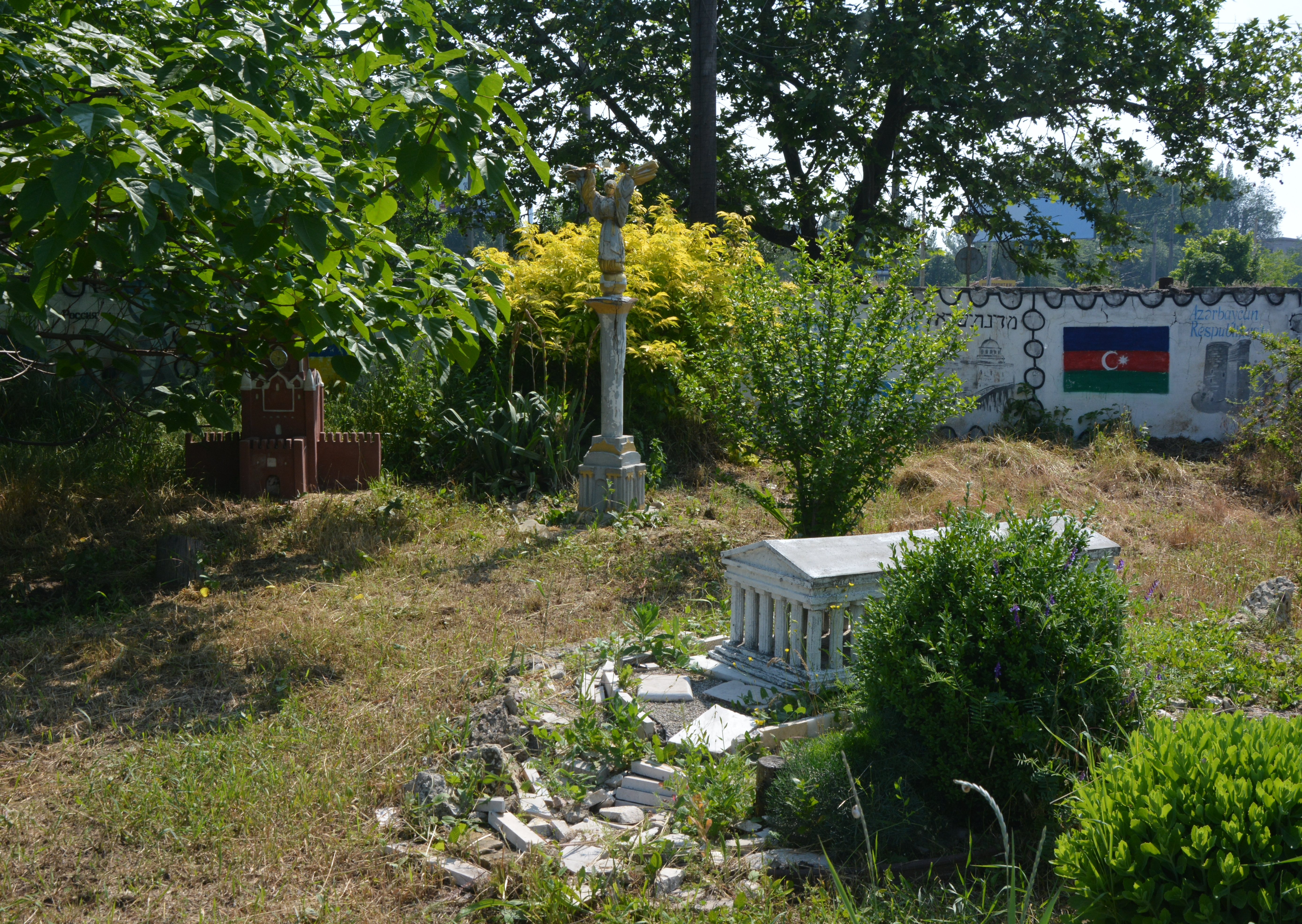

## Структура
До складу входять такі ділянки: 
- типова пришкільна ділянка
- сад безперервного цвітіння
- плодовий сад
- метеорологічний майданчик
- фізіологічна ділянка
- квітково-декоративні культури
- дендрологічний сектор
- відділ «Херсонські степи»
- велике ботанічне коло
- дубовий гай
- новий дендрарій
- листяний гай
- хвойний [гай
- мале ботанічне коло
- північна та південна лісосмуги
- листяні та хвойні алеї
- теплиця та розсадник